# Saḥar Ḫalīfa
Saḥar Ḫalīfa (in arabo سحر خليفة‎?; Nablus, 1942) è una scrittrice palestinese.

## Biografia
Nata in Palestina durante il mandato britannico, studia all'Università di Bir Zeit, dove riceve la Fulbright Scholarship e prosegue gli studi negli Stati Uniti d'America. Dopo essersi laureata in letteratura inglese alla University of North Carolina at Chapel Hill, consegue un dottorato in studi di genere all'Università dell'Iowa. Nel 1988 torna in Palestina, dove fonda il Centro per gli Affari delle Donne di Nablus, con sedi anche in altre città palestinesi e giordane.
Considerata una delle principali scrittrici palestinesi, i suoi lavori sono tradotti in molte lingue. Nel 2006 ha vinto la Medaglia Nagib Mahfuz per la Letteratura per il suo romanzo L'immagine, l'icona e l'antico patto (in arabo صورة وأيقونة وعهد قديم‎?, Ṣūra wa īqūna wa ʿahd qadīm).

## Libri[2]
- Cronaca del fico barbarico (1978)
- Al-ṣubbār (1987)
- Lam naʿud ğawārī lakum! (1988)
- La Fede dei girasoli  (1988)
- Mud̲akkirāt imraʼaẗ ġayr wāqiʿiyyaẗ (1992)
- L'impasse di Bab Essaha (1997)
- Al-Mīrāṯ̲ (1997)
- L'immagine, l'icona e l'antico patto (2002)
- L'eredità (2005)
- Una primavera di fuoco (2008)

## Premi e riconoscimenti
- Premio Alberto Moravia per la narrativa straniera (Roma) 1996.
- Priemio Qasim Amin per la letteratura femminile 1999.
- Medaglia Naguib Mahfouz per la letteratura (conferita dall'università americana del Cairo)  dicembre 2006 per L'immagine, l'icona e l'antico patto.
- Premio des lecteurs del Var (confermato dal Dipartimento del Varo)  novembre 2008 per Una calda primavera